# سيدني سوخنا
سيدني سوخنا (مواليد سنة 1952) صانع أفلام وسياسي موريتاني.

## الحياة
صور سوخنا فيلمه الطويل الجنسية المهاجرة من عام 1972 إلى عام 1975 كمهاجر في باريس. قام سوخنا بنفسه بلعب الدور الرئيسي لمهاجر يعيش من خلال إضراب عن الإيجار في شارع ريكيه.
كتبت سوخنا عن السينما الأفريقية لمجلة (Cahiers du Cinéma)، قائلا إن «أفريقيا كانت مستعمرة وكذلك السينما فيها»، وأن صانعي الأفلام الأفارقة بدأوا «في وضع خطط قتالية من أجل [...] الاستقلال السينمائي».

## أعماله
- 1975: الجنسية المهاجرة
- 1977: Safrana ou le droit à la parole

## جوائز
- المهرجان الأفريقي للسينما والتلفزيون في واغادوغو 1976: جائزة لجنة التحكيم. جائزة مشتركة مع الفيلم التونسي رسائل من سجنان للمُخرج عبد اللطيف بن عمار

## روابط خارجية
- سيدني سوخنا على موقع IMDb (الإنجليزية)
- سيدني سوخنا على موقع قاعدة بيانات الفيلم (الإنجليزية)